# Spike et Tyke (personnages)
Ne doit pas être confondu avec Spike le bouledogue.
Pour les articles homonymes, voir Spike.
Spike et Tyke sont des personnages apparaissant dans la franchise Tom et Jerry. Il s'agit de bouledogues, Spike étant le père de Tyke.

## Description de Spike
Spike est un vrai papa poule avec Tyke.
Spike s'en prend surtout à Tom, le menaçant de le mettre en pièces s'il le dérange lui ou Tyke (ce dont Jerry profite souvent) mais il ne cherche pas vraiment de raison de brutaliser le chat. Jerry est parfois son allié, surtout contre Tom.

## Description de Tyke
Tyke adore son père. Dans les cartoons, il adore voir son père battre Tom Mais dans le Tom et Jerry Show, il déteste voir Spike battre Tom, ce qui démontré dans l'épisode Un temps de chien. Dans les cartoons, Tyke s'appelle Loupiot.